# 몬스터 에너지
몬스터 에너지(영어: Monster Energy)는 2002년 몬스터 음료가 제조하기 시작한 카페인 음료이다. 검은색 캔과 초록색 발톱 모양의 M 로고가 그려진 보통 맛 음료는 로고가 "몬스터"의 발톱으로 찢어진 것처럼 보이게 했다. 또한, 생산 기업인 몬스터 음료는 BMX, 모토크로스, 스케이트보드, 스노우보드, E스포츠 등의 익스트림 스포츠도 지원하고 있다. 또한, 몬스터 에너지는 애스킹 알렉산드리아, 월드 어라이브, 샤인다운, 이스케이프 더 페이트 등 세계적 음악 밴드를 지원하고 있다.
현재 북미에서는 몬스터 에너지 라인, 자바 몬스터, 엑스트라, 니트로 등 34개 음료를 판매하고 있으며, 대한민국에서는 5개 종류의 제품을 판매하고 있다. 국내 유통되는 몬스터 에너지는 이전 전량 미국산을 수입했지만, 현재는 대한민국 내 제조시설에서 생산한다.

## 출시 제품

### 대한민국 내
- 오리지널
- 제로 슈거
- 파이프라인 펀치
- 울트라
- 울트라 시트라
- 울트라 선라이즈
- 울트라 피치 킨
- 망고 로코
- 오지 스타일 레모네이드
- 울트라 스트로베리 드림
- 파피용

### 대한민국 외
- 기본 시리즈
- 자바
  - 민빈
  - 로카모카
  - 코나 블렌드
- 주스
  - 카오스
  - 리퍼
  - 파이프라인 펀치
- 카페
- 에스프레소
- 머슬
  - 바나나
  - 바닐라
  - 초콜릿
- X-프레소
  - 미드나이트
  - 해머
- 펀치
  - 매드 독
  - 볼러스 블렌드
- 리햅 (Rehab)
- 히드로 (Hydro)
- 스트로베리 드림즈
- 맥스 맥시멈 스트렝스

## 단종 제품

### 대한민국 내
- 기본 시리즈
  - 울트라 파라다이스
  - 카오스
- 자바
  - 민빈
  - 코나 블렌드

### 대한민국 외
- 기본 시리즈
  - M-80
  - Mixxd
- 자바
  - 카푸치노
- 엑스트라 스트렝스
  - 블랙아이스
  - 슈퍼 드라이
  - 안티 그래비티

## 논란

### 상표권 침해 소송 남용
몬스터 에너지는 2015년부터 자사의 상표에서 '비슷한 것'을 사용하는 회사들에게 상표권 침해 소송을 남용하기도 한다. '몬스터' 단어 사용 외에도 할퀴어진 발톱 자국, "Unleash the Beast" 문구에서 확장해 '야수'를 뜻하는 'Beast' 단어 사용 혹은 'Unleash' 단어 사용, '에너지' 단어 사용, 검은색과 녹색(+흰색)의 색배합, 몬스터와 비슷해 보이는 폰트, '몬스터' 단어 변형 등이 고소 건에 해당한다.
2017년에 대한민국 부산의 카페인 '망고 몬스터'에게도 소송을 건 것이 확인되었다. 또 같은 해에 후술했듯이 넷마블의 몬스터 길들이기도 공격한 것이 확인되었다. 미국에서는 디즈니의 '몬스터' 주식회사와 '몬스터' 대학교 작품명에 고소한 적이 있다. 근데 그 이유가 그냥 '몬스터' 라는 단어 때문에 자사와 연관이 있을 것이라고 주장했다. 그러나 몬스터 주식회사의 제작사인 디즈니도 저작권에 매우 민감한 회사이다. 참고로 디즈니는 이쪽과 달리 자사의 작품보다 나중에 나온 저작권 침해 작품에 민감한 기업이다.
그 이후 몬스터에너지는 YG 엔터테인먼트의 걸그룹인 베이비몬스터에게도 특허 소송을 걸었다.
2023년에는 소규모 인디 게임 기업인 글로스틱 엔터테인먼트를 상대로 상표권 분쟁 소송 중에 있다. 몬스터 에너지가 다크 디셉션 몬스터 앤 모탈 게임이 "몬스터"라는 단어가 들어가 자사의 상표권을 침해했다는 주장을 하며 소송했으나, 결국 패소했다.
이전에는 유비소프트의 임모탈 피닉스 라이징(소송 당시 이름은 '갓 핸드 몬스터'), 캡콤의 몬스터 헌터, 닌텐도의 포켓몬스터 등 게임 회사에 소송을 건 적이 있으며, 대한민국에서는 몬스터 길들이기를 제작한 넷마블에 소송을 건 적도 있다.
2024년 9월에는 플로리다주의 한 보충제 상표인 'Beast bites'를 두고, 몬스터의 캐치프라이즈인 'Unleash the Beast'를 표절했다고 주장했다. 동년 12월에는 인도의 여행 문구인 "여행을 위한 에너지"(Energy for the Journey)에도 항소를 했다.
이러한 상표권 침해 소송의 남용에 대한 몬스터 음료의 입장은 '소비자에 대한 기만행위를 미연에 방지하기 위함'이라고 하였다.

## 기타
- 자동차 경주 대회 단체인 나스카의 스폰서이기도 하였다.[15]
- 본래 울트라 제품에는 중쇄중성지방이 존재했는데 2024년 경 부터 삭제되었다.
- 할리스와 콜라보해 몬스터 아메리카노를 출시한 바 있다. 재료로 사용된 제품은 울트라이다.[16]